# 아인보: 아마존의 전설
아인보: 아마존의 전설(AINBO: SPIRIT OF THE AMAZON)은 미국에서 제작된 리처드 클라우스 감독의 2021년 애니메이션 영화이다.

## 출연진

### 주연
- 롤라 라이에 - 아인보 목소리 역
- 베르나르도 데 파울라 - 후아린카 목소리 역
- 수사나 발레스테로스 - 모텔로 마마 목소리 역

### 조연
- 알레한드라 골라스 - 추니 목소리 역
- 톰 호프만 - 드윗 목소리 역